# Feder (Technik)

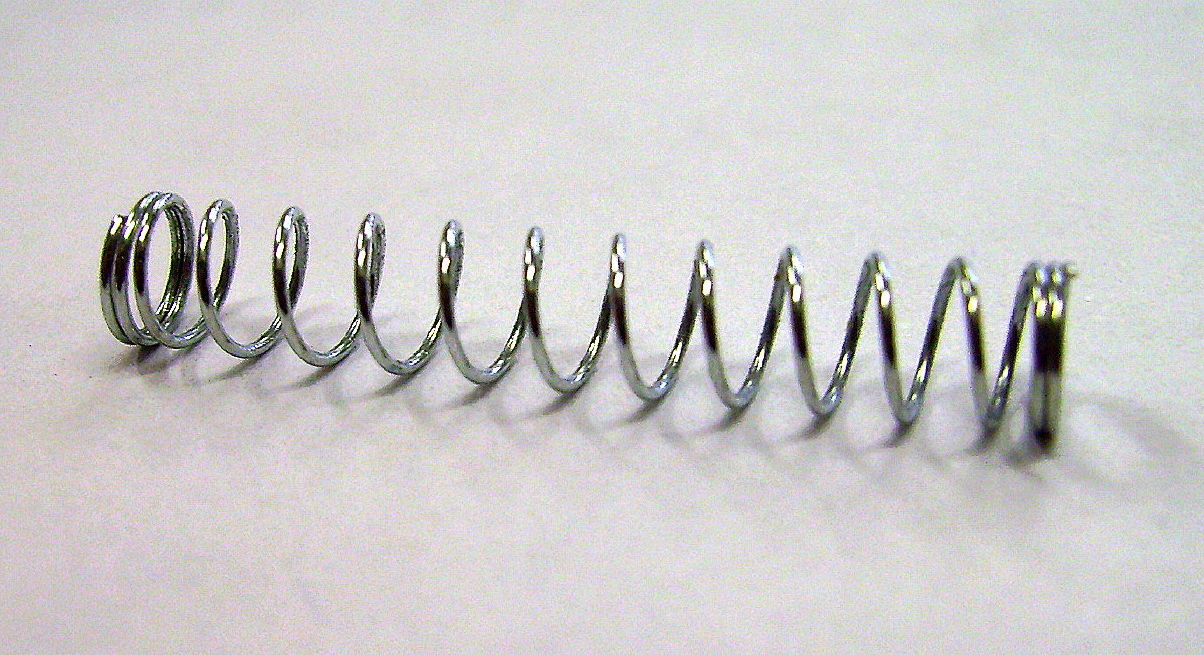
Schraubenfeder eines Kugelschreibers (Schraubendruckfeder)

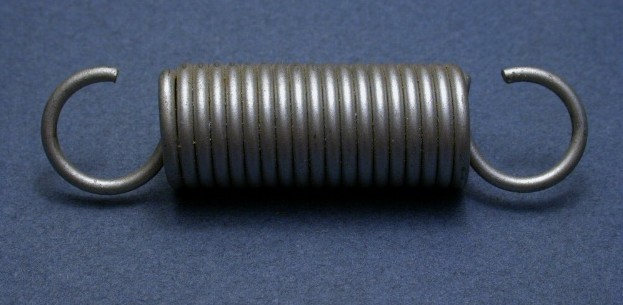
Schraubenzugfeder

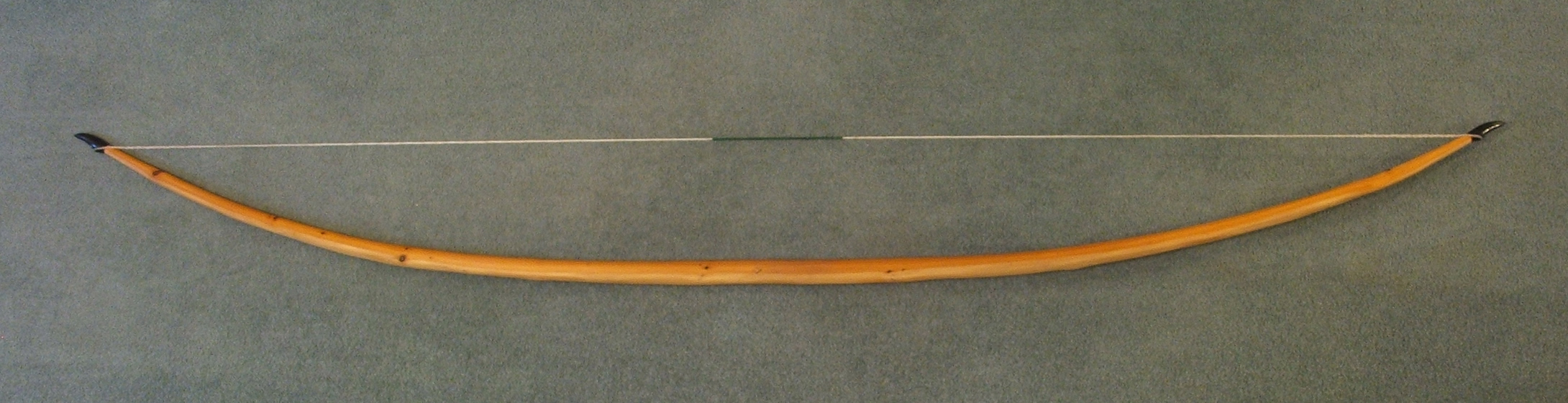
Ein englischer Langbogen als einfachste Art einer Feder

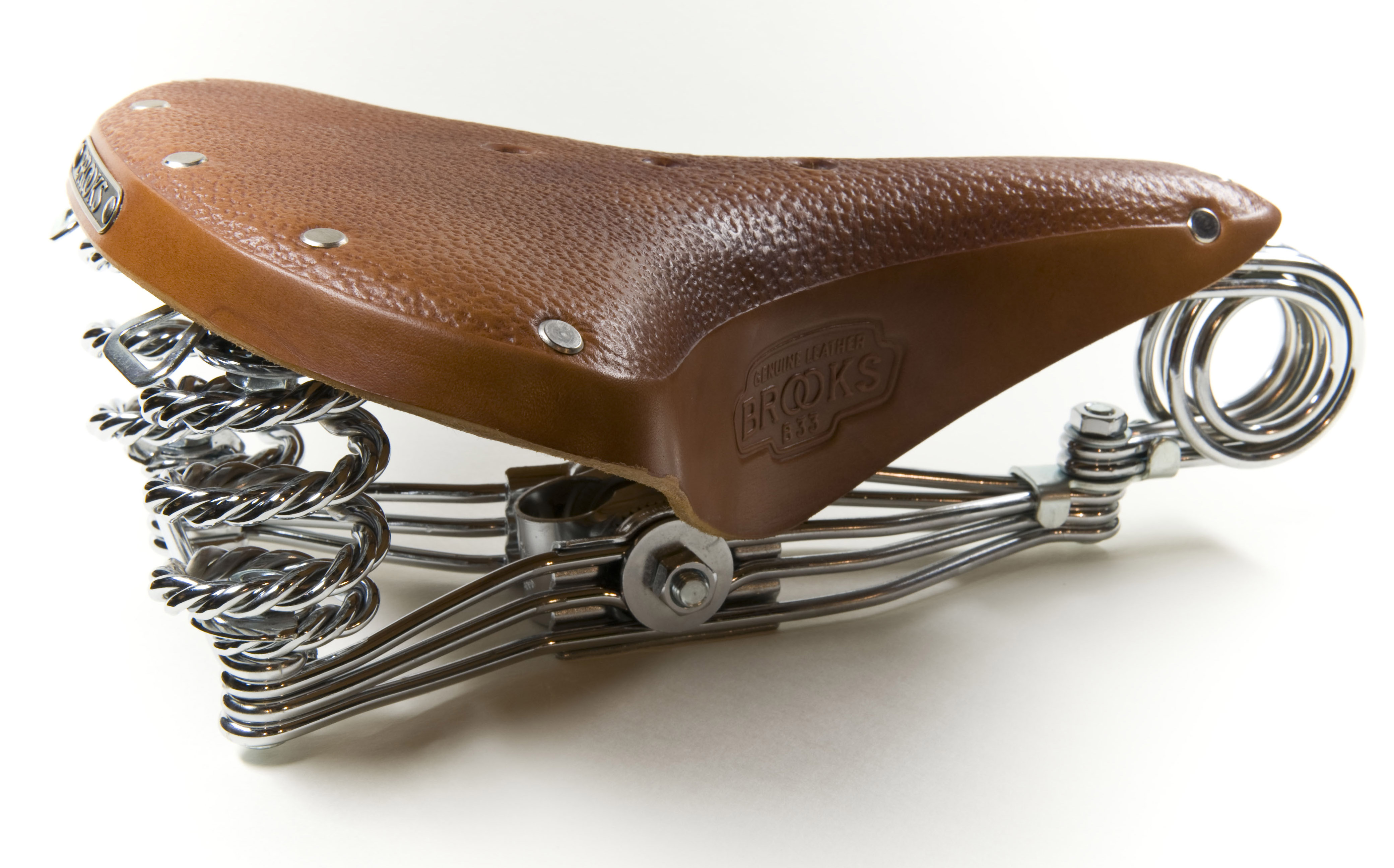
Ein Fahrradsattel mit Schraubenfedern hinten und Schenkelfeder vorn

Eine in der Technik verwendete Feder ist ein Bauteil, das sich unter Belastung stark verformt und bei Entlastung wieder zurückverformt und so Energie speichert. Federn dienen außerdem als Schwinger (Unruhefeder in mechanischen Uhren), als Gegen-Kraft oder Drehmoment-Quellen, als Kraftschlusserzeuger oder als elastische Gelenke (Federgelenke). Wegen ihrer Nachgiebigkeit verhelfen sie bei der Lagerung von Geräten, Maschinen und Bauwerken zu besserer Lastverteilung und zum Vermeiden größerer Stoßkräfte.
Wesentliche Voraussetzung für die Funktion einer Feder ist eine hohe elastische Nachgiebigkeit, die etwa durch schlanke Konstruktion mit dünnen Bändern oder Drähten aus hochfesten Werkstoffen (Federstahl) oder durch weiche Werkstoffe wie Gummi oder glasfaserverstärkter Kunststoff erreicht werden kann. Mit Hilfe konstruktiver Maßnahmen bei der Gestaltung der Feder oder ihrer Einbau-Umgebung wird die bei zu hoher Belastung eintretende bleibende und bis zu Zerstörung führende Verformung vermieden.
Die Federn werden vorwiegend nach ihrer sehr unterschiedlichen Gestalt, nach ihrem Werkstoff (Stahl, Kupfer-Legierungen und auch Kunststoffe) oder nach den bei ihrer Belastung auftretenden inneren Spannungen (vorwiegend Biege- und Torsionsspannung) unterschieden.
Die häufigst verwendete Feder ist die Schraubenfeder aus gewickeltem Draht, die vorwiegend auf Torsion beansprucht wird. Bei ihrer Anwendung als Druckfeder liegen ihre Windungen aneinander, bevor die Belastung zu groß werden würde.

## Wirkprinzipien
Die elastische Verformung von Federn ist meistens eine Biegung oder eine Torsion. Ein Biegemoment führt zu Biegespannungen, oder ein Torsionsmoment führt zu Torsionsspannungen. Folglich sind Federn primär entweder Biegefedern oder Torsionsfedern. Die anderen Verformungen –
- Dehnung (oder Stauchung) unter Normalkraft (Zugkraft (oder Druckkraft)), die zu Zugspannung (oder Druckspannung) führt und
- Scherung unter Querkraft, die zu Scherspannung führt –

treten immer gleichzeitig, aber in untergeordnetem Maße auf.
Die Biegung ist keine eigenständige Verformung, sondern einerseits eine Dehnung (im Bogen-äußeren Teil des Querschnitts) und andererseits eine Stauchung (im Bogen-inneren Teil des Querschnitts).
Bei Biegung und Torsion ist der Verformungsweg (oder -winkel), relativ hoch, weshalb Biege- und Torsionsfedern bevorzugt technisch angewendet werden. Aus der nicht durchgehend gleich starken Beanspruchung des Querschnitts resultiert eine unvollkommene Ausnutzung des Materialquerschnitts. Bei einer Biegefeder mit rechteckigem Querschnitt ist die Spannung in der Mittellinie gleich Null und steigt zu den belasteten Rändern hin linear an; die Festigkeit des Materials wird also nur zur Hälfte genutzt. Bei einer Torsionsfeder mit rundem Querschnitt ist sie im Zentrum gleich Null, an den Rändern maximal, die Festigkeit des Materials wird zu 2/3 genutzt. Bei einer echten Zugfeder wäre der ganze Querschnitt gleichmäßig beansprucht, aber für eine nennenswerte Energieaufnahme muss die Feder sehr lang sein und es gibt fast keine Anwendungen, bei denen das nicht stört.

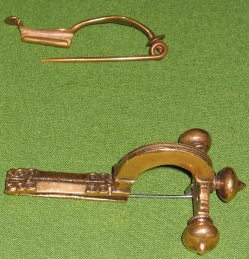
Fibeln mit Schenkelfeder:
oben latènezeitliche Certosa-Fibel
unten römische Zwiebelknopffibel

## Geschichte
Einfach geformte federnde Körper, wie der hölzerne Bogen zum Abschießen von Pfeilen, wurden von den Menschen bereits in urgeschichtlichen Tagen verwendet. Im Bronzezeitalter gab es in vielen Kulturen bereits komplexere federnde Gebilde wie die Pinzette und die Fibel. Ktesibios von Alexandrien stellte Bronze mit besonderen federelastischen Eigenschaften als Legierung mit erhöhtem Zinn-Anteil her, die nach dem Gießen durch Hämmern gehärtet wurde.
Vorspannbare (aufziehbare) aus Blechstreifen gewickelte Federn dienen seit dem frühen fünfzehnten Jahrhundert zum Antrieb von Tischuhren, ab dem Übergang zum sechzehnten Jahrhundert auch von Taschenuhren. Die Spiralfeder in der taktgebenden Unruh wurde ab 1673 von Salomon Coster in Taschenuhren eingebaut (Erfinder war Christiaan Huygens).
Im Jahr 1676 formulierte der britische Physiker Robert Hooke das der elastischen Verformung zugrunde liegende Hookesche Gesetz: Die Verformung ist der Belastung proportional.

## Anwendungen
Alle Anwendungen der Feder beruhen auf deren Vermögen, potentielle Energie zu speichern.
- Antriebsenergie: Die Energie einer vorgespannten (aufgezogenen) Feder dient zum Antrieb beweglicher Geräte wie mechanischer Uhren. Der Antrieb hört auf, wenn die Feder wieder entspannt ist.
- Rückstellkraft: Federkraft als Gegenkraft zum Beispiel in Federwaagen, Drehspulmesswerken, Drehmomentschlüsseln oder Stoßdämpfern.
- kraftschlüssige Verbindung: Für die bei einem Reibschluss erforderliche Normalkraft wird oft die Rückstellkraft einer vorgespannten Feder verwendet, zum Beispiel in Reibungskupplungen oder Türfeststellern.
- Ausweichendes Teil bei Formänderung anderer Bauteile: Bauteile, deren Abmessungen sich im Betrieb ändern, werden oft federnd ausgebildet oder mit einer Feder kombiniert eingebaut, um Zwängungen, etwa bei thermischer Ausdehnung oder schädliches Spiel, zum Beispiel bei Verschleiß durch Abrieb zu vermeiden. Verschleiß in einer Reibungskupplung führt nur zu etwas geringerem Anpressen der Reibflächen aufeinander, nicht zur Kontaktunterbrechung. Bei Verwendung einer Dehnschraube wächst die Vorspannung bei Wärmedehnungen in verträglichem Maß. Beim plastischen Nachgeben (Setzen) des mit der Schraube befestigten Teils wird diese nicht locker.
- Lastverteilung: Großflächige Lastübertragung zwischen Körpern ist gleichmäßiger, je elastisch nachgiebiger die Körper oder einer der Körper sind. Beispiel ist die Federkernmatratze, bei der mehrere Federn beim Belasten vorgespannt werden.
- Teil eines schwingfähigen Feder-Masse-Systems: Kinetische Energie verformt die Feder, wonach diese Energie als potentielle Energie vorliegt. Die Masse schwingt aus, bis alle kinetische in potentielle Energie umgeformt ist. Danach wird die Energieumwandlung gegenläufig, und die Masse schwingt zurück in die entgegengesetzte Endlage.
  - Ein Körper wird federnd gelagert, um die Wirkung von Stößen, das sind hohe, kurzzeitig auf ihn wirkende Kräfte, zu mildern. Damit die Schwingung schnell abklingt, wird sie gedämpft, wie die Federung eines Fahrzeugs mit Stoßdämpfern.
  - Das permanente Schwingen eines Körpers wird durch seine Kombination mit einer Feder erreicht, zum Beispiel das der mit einer Feder gekoppelten Unruhe einer mechanischen Uhr. Die Dämpfung durch Reibung in den Drehlagern der Unruhe wird kompensiert, indem dem schwingenden System bei jedem Ausschlag eine kleine Energiemenge aus der Antriebsfeder der Uhr zugeführt wird.

## Materialien
Federn werden aus Stahl- (Federstahl) und Kupfer-Legierungen (meistens Berylliumkupfer) hergestellt. Die Halbzeuge sind vorwiegend schmale Bänder und Drähte. Aus anderen elastischen Werkstoffen wie Gummi und faserverstärktem Kunststoff gibt es keine typisierten Federn. Gasdruckfedern sind in der Regel auch Spezialanfertigungen.

## Kenngrößen

Federkennlinien
1 progressiv
2 linear
3 degressiv
4 sehr weich, vorgespannt
5 linear mit Knickstelle

Zur Charakterisierung von Federn wird die Federkonstante (Federhärte) oder die Federkennlinie angegeben. Diese beschreiben den Zusammenhang zwischen Verformung (Weg s oder Winkel φ) und Kraft F oder Drehmoment Mt. Die Federkennlinie ist wie das ihr zugrundeliegende Hookesche Gesetz in guter Näherung linear (→ Feder-Konstante, siehe 2 in Abb.). Für besondere Zwecke werden nichtlineare, oft auf besondere Weise verwirklichte nichtlineare Kennlinien benutzt.
Kennlinien-Beispiele:
- Gedrückte Gummifedern (Gummiklötze) haben prinzipiell eine progressive Kennlinie (1).
- Moderne Sportbögen haben eine degressive Federkennlinie (3). Die Fläche unter der Kennlinie entspricht der gespeicherten Energie. Diese ist bei gleicher Haltekraft größer als bei einer linearen Kennlinie.
- Bei einer Kfz-Kupplung soll die Pedalkraft über den Pedalweg nicht zu stark ansteigen (4), wofür eine vorgespannte Membranfeder geeignet ist.
- Die Fahrzeugfederung ist häufig progressiv ausgelegt (1), um ein Durchschlagen bei hoher Last zu verhindern, während bei Normallast eine weiche, komfortable Federung gewünscht ist. Die Verhärtung der Feder tritt ein, indem die größeren Windungen sich aufeinander legen und damit die wirksame Federlänge verkürzen. Den gleichen Zweck erfüllt eine zweistufige Wicklung, die etwas einfacher herzustellen ist. Eine Annäherung kann auch erreicht werden, indem zwei unterschiedliche Federn hintereinander gesetzt werden (5).
- Unstetige Verläufe entstehen auch bei Blattfedern mit gewölbtem Querschnitt wie dem Knackfrosch (5).

## Verformungs-Gleichungen

### Biegefeder
Ein in {\displaystyle x} -Richtung ausgedehnter biegsamer Stab nimmt bei Beanspruchung durch das Biegemoment  {\displaystyle M_{y}(x)}  in der  {\displaystyle xz} -Ebene die Krümmung  {\displaystyle w''(x)}  an:
{\displaystyle w''(x)=-{\frac {M_{y}(x)}{E\cdot I_{y}}}}         ( {\displaystyle E} : Elastizitätsmodul des Werkstoffs     {\displaystyle I_{y}} : Flächenträgheitsmoment bei Biegung um die {\displaystyle y}-Achse, eine Querachse)

### Torsionsfeder
Der Verdrehwinkel  {\displaystyle \phi }  eines Stabs der Länge {\displaystyle L}  bei Beanspruchung mit dem Torsionsmoment  {\displaystyle M_{t}}  beträgt:
{\displaystyle \phi ={\frac {M_{t}\cdot L}{G\cdot I_{p}}}}         ( {\displaystyle G} : Schubmodul des Werkstoffs     {\displaystyle I_{p}} : polares Flächenträgheitsmoment bei Verdrehung um die Stabachse)

#### Schraubenfeder
Bei der Schraubenfeder ist der Stab schraubenförmig gewickelt, und er wird ebenfalls über seine ganze Länge vorwiegend auf Torsion beansprucht (seine zusätzliche Biegebeanspruchung ist vernachlässigbar).

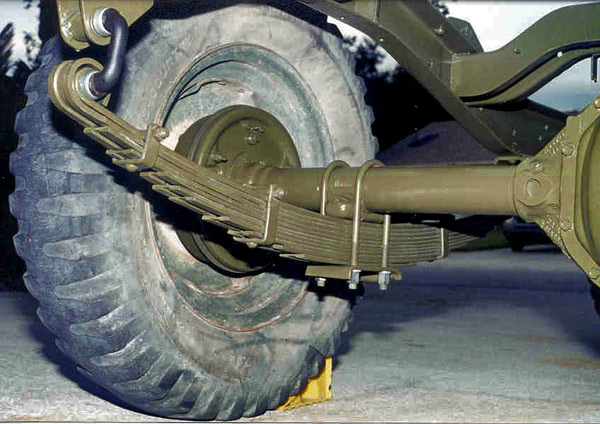
Die Blattfeder eines Jeeps

Die für den Drehstab angegebene allgemeine Gleichung
{\displaystyle \phi ={\frac {M_{t}\cdot L}{G\cdot I_{p}}}}
ist in der speziellen Gleichung
{\displaystyle c={\frac {F}{s}}={\frac {G\cdot d^{4}}{8\cdot D^{3}\cdot i}}} ,  für Schraubenfedern aus rundem Draht enthalten, wie die folgenden Umstellungen zeigen:
{\displaystyle c} : Federkonstante,   {\displaystyle F} : belastende Kraft,   {\displaystyle s} : Federweg,  {\displaystyle G} : Schubmodul,   {\displaystyle d} : Drahtdurchmesser,   {\displaystyle D} : mittlerer Federdurchmesser,   {\displaystyle i} : Zahl der federnden Windungen
Anstatt des Verdrehwinkels  {\displaystyle \phi }  interessiert bei Schraubenfedern der Federweg  {\displaystyle s}  bzw. die Federkonstante  {\displaystyle c} .

Zwischen Verdrehung  {\displaystyle \phi }  und dem Federweg  {\displaystyle s}  besteht die Beziehung:  {\displaystyle \phi =s/(D/2)} .

Das Torsionsmoment  {\displaystyle M_{t}}  wird von der mittig am Hebel der Länge  {\displaystyle D/2}  wirkenden Kraft  {\displaystyle F}  erzeugt:  {\displaystyle M_{t}=F\cdot (D/2)} . 

Die gestreckte Länge  {\displaystyle L} des gewundenen Drahts ist die Zahl seiner Windungen  {\displaystyle i}  multipliziert mit dem Umfang einer Windung  {\displaystyle D\pi } :   {\displaystyle L=i\cdot D\cdot \pi }

Das polare Flächenträgheitsmoment  {\displaystyle I_{p}}  des runden Drahtquerschnitts ist:  {\displaystyle I_{p}=d^{4}\pi /32} .
Diese vier Ausdrücke in die allgemeinere Drehstab-Gleichung eingesetzt ergibt:
{\displaystyle {\frac {2s}{D}}={\frac {(F\cdot D/2)\cdot (D\cdot \pi \cdot i)}{G\cdot (d^{4}\pi /32)}}} ,  und nach Umformen
{\displaystyle c={\frac {F}{s}}={\frac {G\cdot d^{4}}{8\cdot D^{3}\cdot i}}} ,  was zu zeigen war.

## Biegefeder
Die meisten Biegefedern sind Blattfedern (rechteckiger Querschnitt), Drahtfedern sind in der Unterzahl. Gerade (gestreckte) Biegefedern lassen sich mit der für gerade Balken geltenden Balkentheorie behandeln. Für die überwiegend gekrümmten Biegefedern sind zwei Besonderheiten zu beachten:
- Die Spannungsverteilung im Querschnitt ist nicht mehr wie bei den geraden Federn symmetrisch. Die Spannung der konkaven Randfaser ist erhöht, was mit Hilfe von Korrekturfaktoren berücksichtigt werden muss.
- Bei der Herstellung der Krümmung wird die zulässige Spannung gemindert, wenn keine Wärmenachbehandlung erfolgt.[4]Spiralfeder und schwingende Unruh

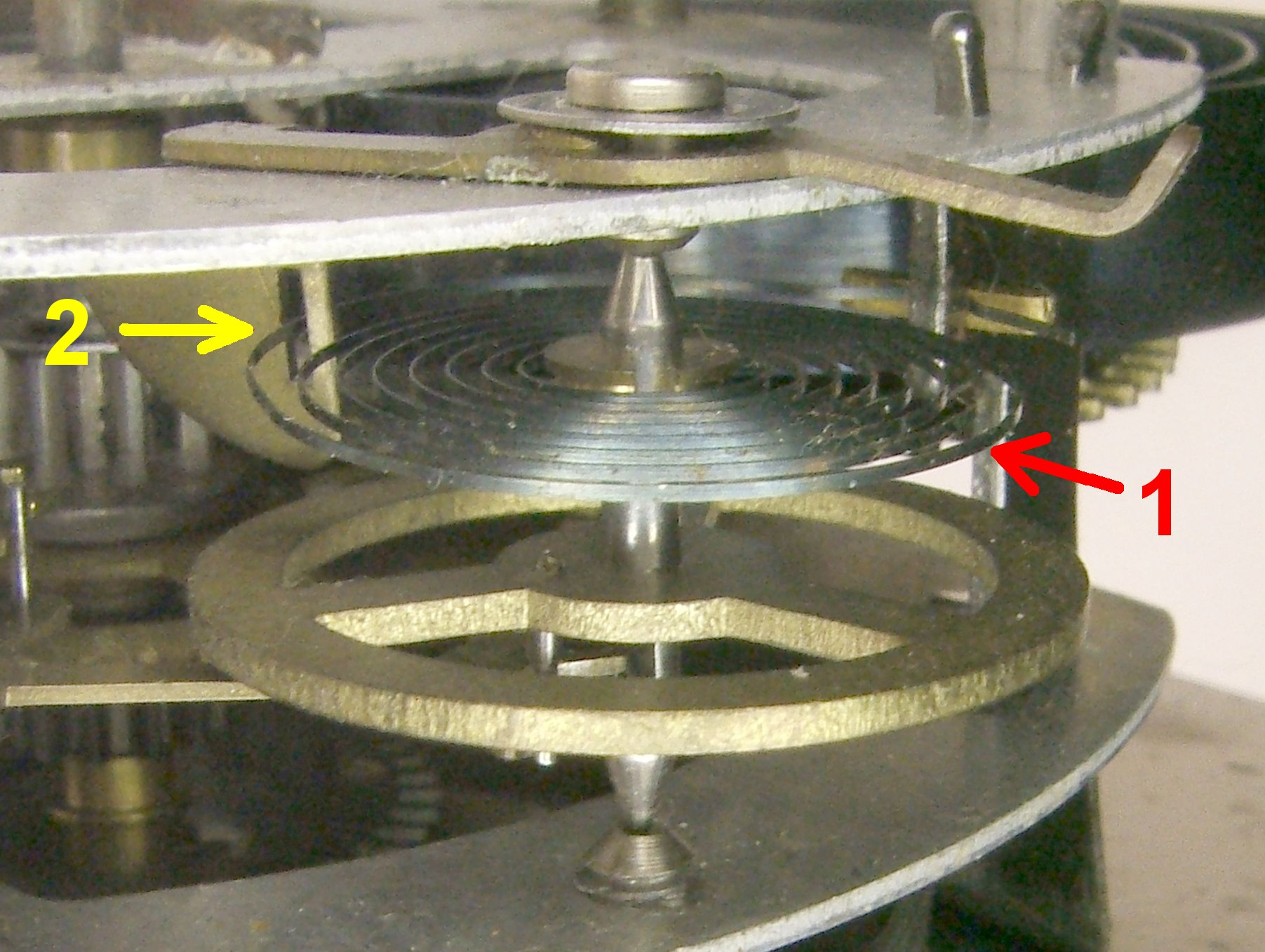
Spiralfeder und schwingende Unruh

### Blattfeder

#### Spiralfeder

Antriebsfeder einer Paillard-Bolex-Schmalfilmkamera, entspannt

Spiralfedern sind in einer Ebene in Schneckenlinie aufgewickelte und dadurch stark gekrümmte Metallbänder. Sie sind Hauptbestandteil von Uhren mit Federantrieb. Ihr gleichmäßiger Ablauf wird mit mechanischen Hilfseinrichtungen (Hemmung oder reibende Drehzahl-Regler) erreicht. Später wurden sie auch in Grammophone, Filmkameras und Telefone mit Wählscheibe eingebaut. In Spielzeugen sind Federmotoren eingebaut, die in der Regel einfacher konstruiert sind und ungleichmäßig schnell ablaufen oder durch eine Schwungmasse geregelt sind, .
In der Hemmung der mechanischen Uhr ist die Spiralfeder als Unruh-Feder enthalten.
Ein besonderer Spiralfeder-Antrieb ist der Rollfeder-Antrieb, bei dem eine Spiralfeder zwischen zwei Gehäusen (Trommeln) hin- und herbewegt wird. In bevorzugter Ausführung hat die Feder in den Trommeln entgegengesetzte Krümmung und speichert somit mehr Energie als bei einseitiger Krümmung. Beim Aufziehen des Antriebs wird die Feder in der Abtriebsstrommel aufgewickelt. Beim Ablauf zieht sich die Feder in die Vorratstrommel zurück, um ihre ursprüngliche Form anzunehmen, und treibt dabei die Abtriebstrommel an. Dieser Federantrieb wird zum Beispiel zum Aufrollen von Netzkabeln in Staubsaugern benutzt.
Auch in anderen Feder-Antrieben wird die Spiralfeder oft Rollfeder genannt.

#### Prellfeder

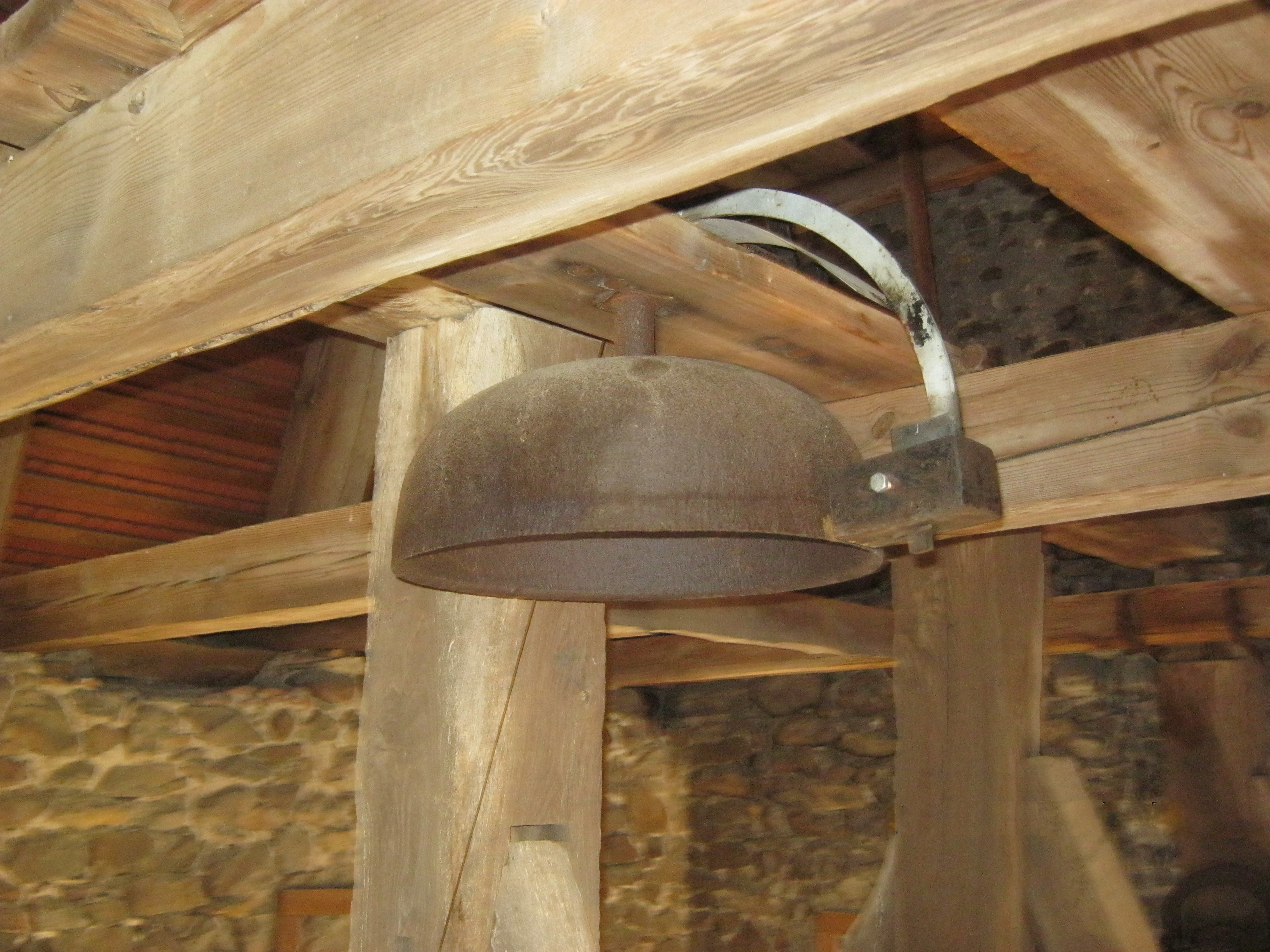
Die Prellfeder am Schlagwerk-Ende unter dem hellen Flachstahl-Bogen ist eine dauerbelastete Blattfeder

Die Prellfeder gibt es seit dem frühen Mittelalter für den gemeindeweit hörbaren Anschlag an eine Glocke. Sie ermöglicht den Einzelschlag und verhindert dann falschen Nachschlag des Hammers an die Glocke. Die U-förmig abgewinkelte Prellfeder wird „Anschlagfeder“ bezeichnet. Bis ca. 1920 bildete die Prellfeder mit Anschlaghammer das Schlagwerks-Ende der rein mechanischen Räderuhr (Turmuhr) – ab ca. 1930 haben elektrische Turmuhren kompakte Hammerwerke, bei denen meistens eine eingespannte Prellfeder integriert ist.

#### Elliptikfeder
Die seit den gefederten Kutschen in Fahrzeugen verwendeten schwach gebogenen Blattfedern wurden oft paarweise gegeneinander montiert verwendet. Diese Paarung zu einer ellipsenartigen Form ergab die Bezeichnung Elliptikfeder. Die beiden gegenüberliegenden Federn sind meist Federpakete, das heißt aufeinander liegende einzelne Federblätter. Wegen der mittigen Belastung ist das Biegemoment in der Mitte der Federlänge am größten. Dem dreieckigen Momentenverlauf angepasst ist die abgestufte Längsform des Federpakets: Die Länge der zugefügten Blätter nimmt von Stück zu Stück ab.
Dass die Blätter (vorwiegend an den Enden) gegeneinander reiben, kann zur Schwingungs-Dämpfung des Feder-Fahrzeugaufbau-Systems ausgenutzt werden.
Wird die Vollelliptikfeder „beschnitten“, entstehen die ebenfalls angewendeten Formen:
- Dreiviertelelliptikfeder (von einem der beiden Pakete ist die Hälfte entfernt, die verbliebene Hälfte ist fest eingespannt),
- Halbelliptikfeder (nur eins der ursprünglich beiden Pakete wird verwendet),
- Viertelelliptikfeder (von der Halbelliptikfeder ist die Hälfte entfernt, die verbliebene Hälfte ist fest eingespannt, für das an ihr aufgehängte Rad wirkt sie als Kragträger → Cantileverfeder)

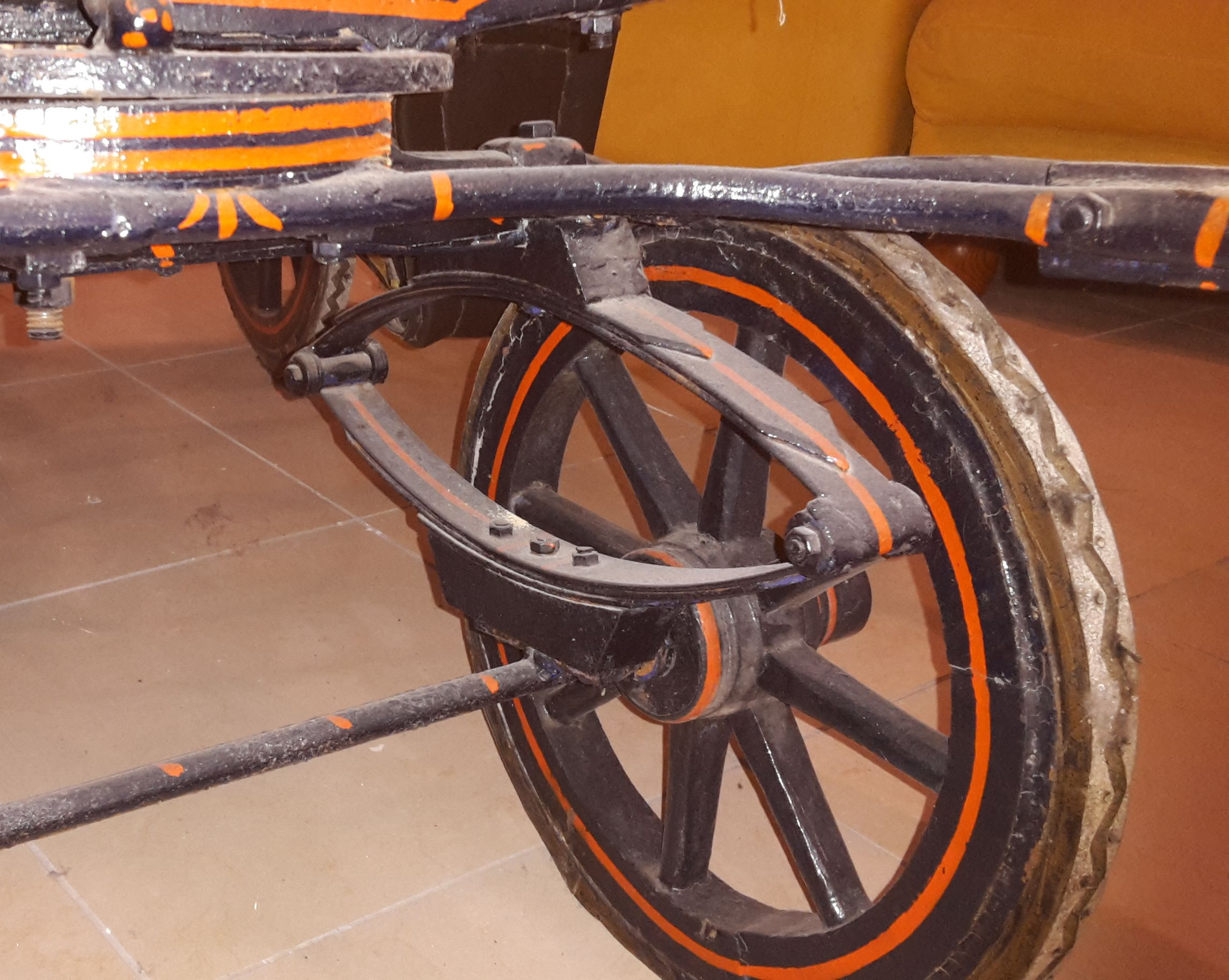
Vollelliptikfeder an einer Kutsche im Classic Car Museum Malta
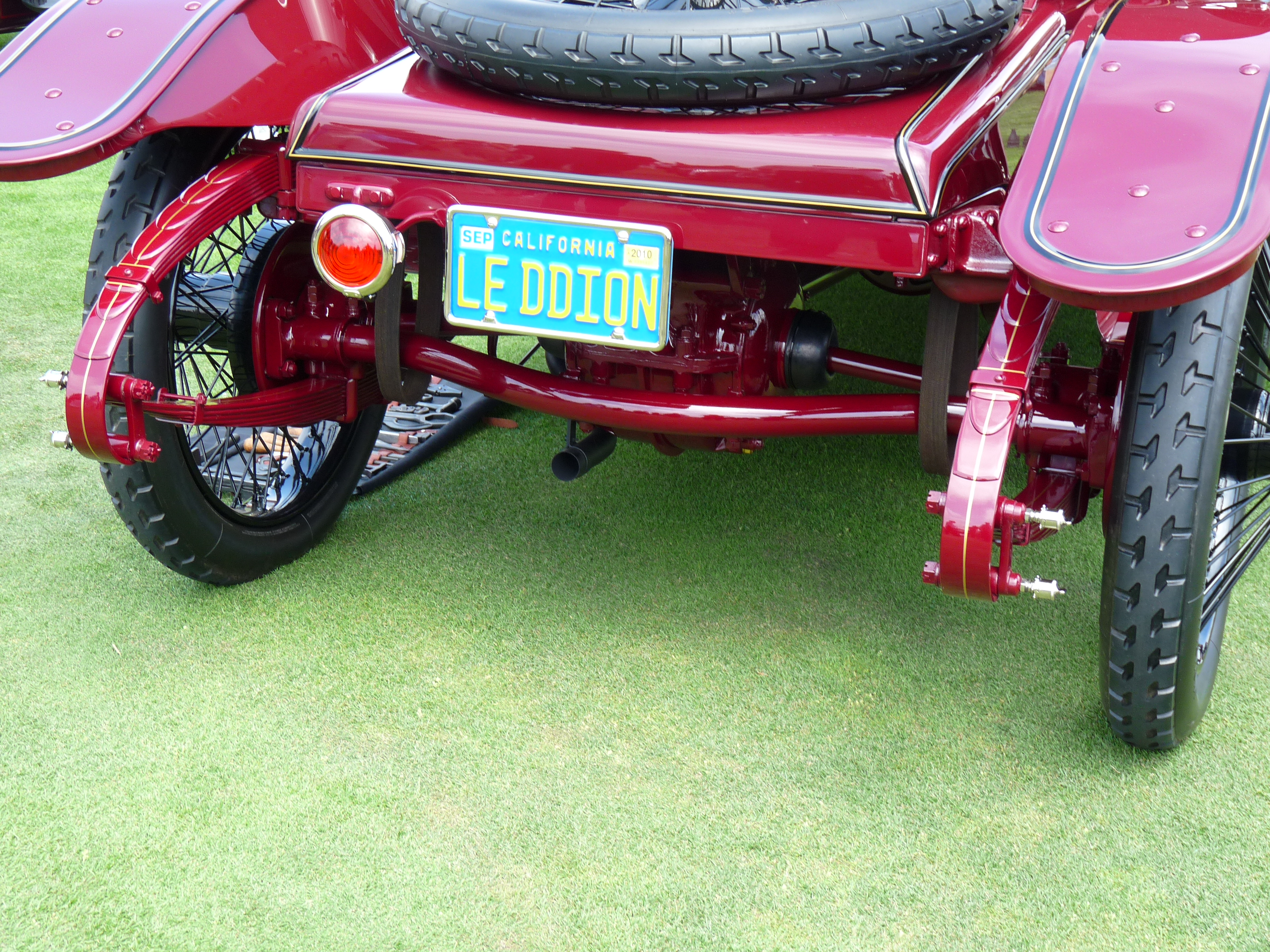
Dreiviertelelliptikfeder, De Dion-Bouton
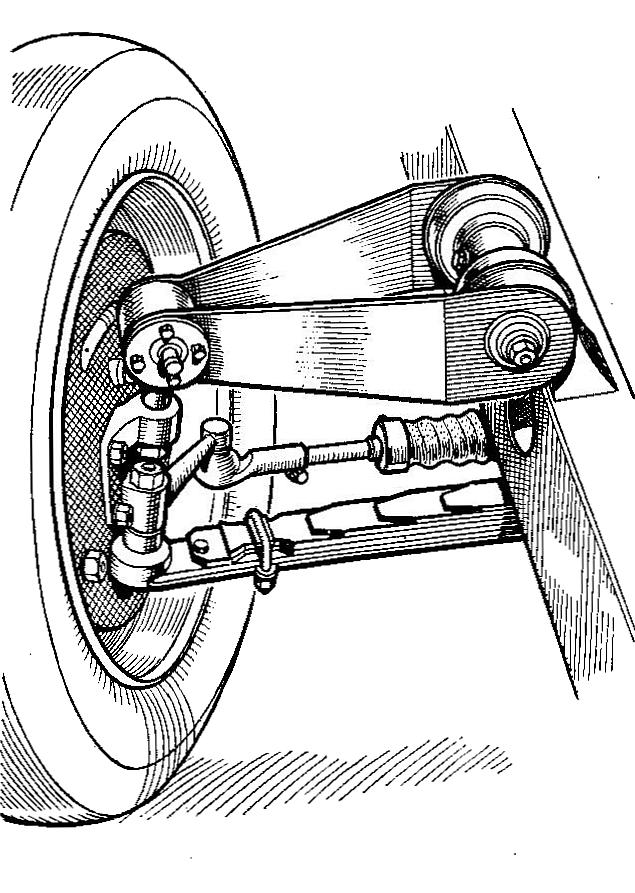
Viertelelliptikfeder als Querlenker (meist wird eine quer eingebaute Halbelliptikfeder verwendet)

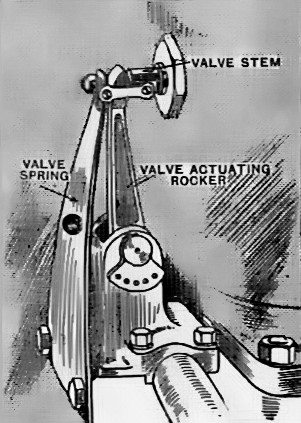
Trapezförmige Blattfeder als Ventil-feder („valve spring“)

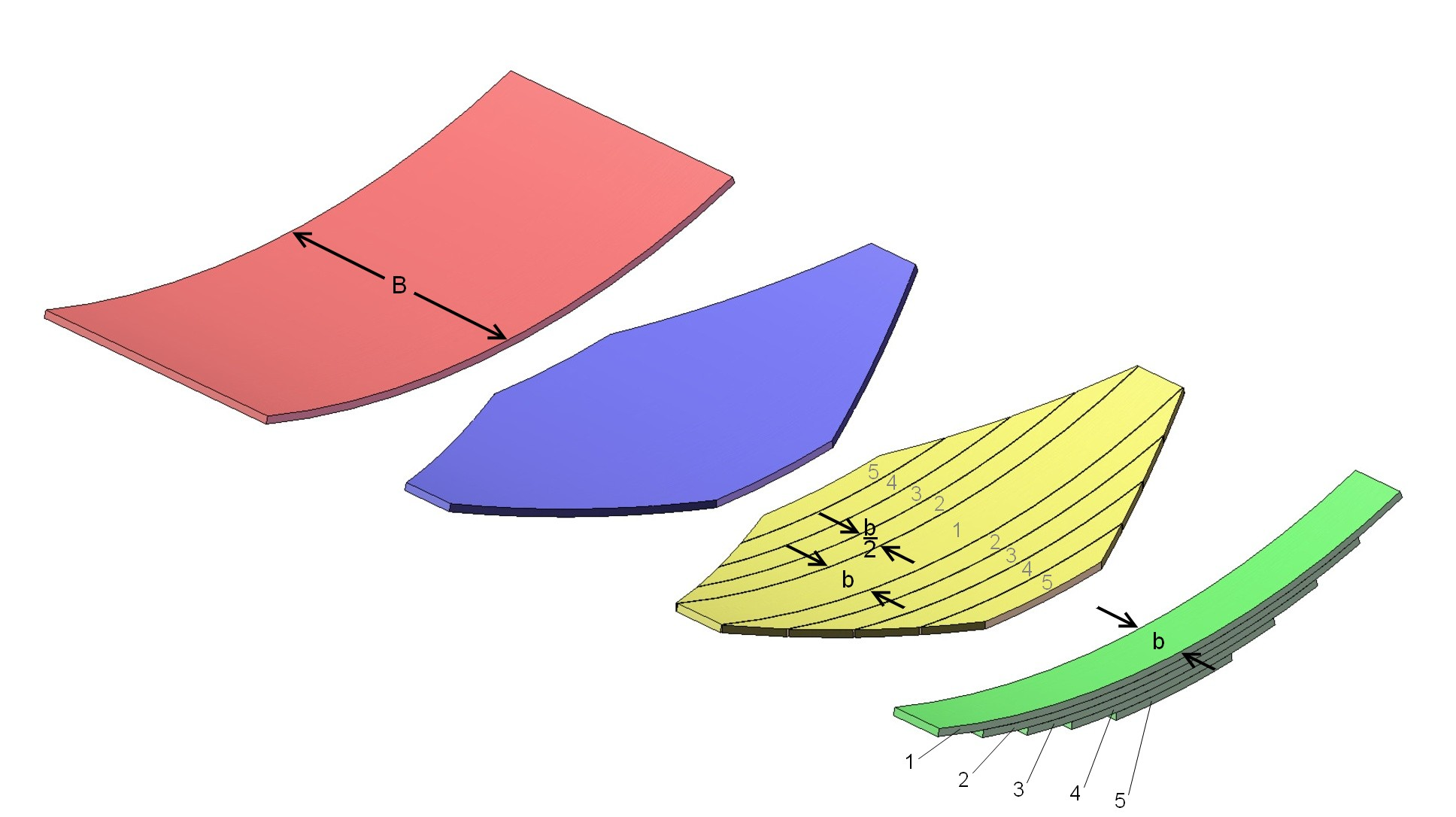
Ableitung einer geschichteten Blattfeder (grün) aus einer doppeltrapezförmigen Feder (blau)

#### Parabelfeder
Anstatt ein abgestuftes Federpaket zu bilden, kann eine Blattfeder mit parabelförmig von der Mitte zu den Enden hin abnehmender Stärke verwendet werden.
Auf ähnliche Weise wirkt ein in der Fläche trapezförmiges Federblatt (nebenstehende Abbildung).

#### Wellenfeder
Wellenfedern sind gewellte Ringe aus Flachdraht, die in Form und Funktion der Tellerfeder ähneln. Bei Belastung werden die Wellen eingeebnet. Die Federn können zu Paketen übereinander geschichtet als Ersatz für Schraubenfedern dienen. Einlagig werden sie zum Beispiel in Bajonettverschlüssen und Wellenlagerungen zum axialen Spielausgleich verwendet.

### Drahtfedern

#### Nadelfeder
Die Nadelfeder ist ein meist nur einseitig eingespanntes gerades oder leicht gebogenes Drahtstück aus Federstahl. Nadelfedern finden unter anderem im Musikinstrumentenbau Verwendung, beispielsweise in der Konstruktion der Klappenmechanik von Holzblasinstrumenten.

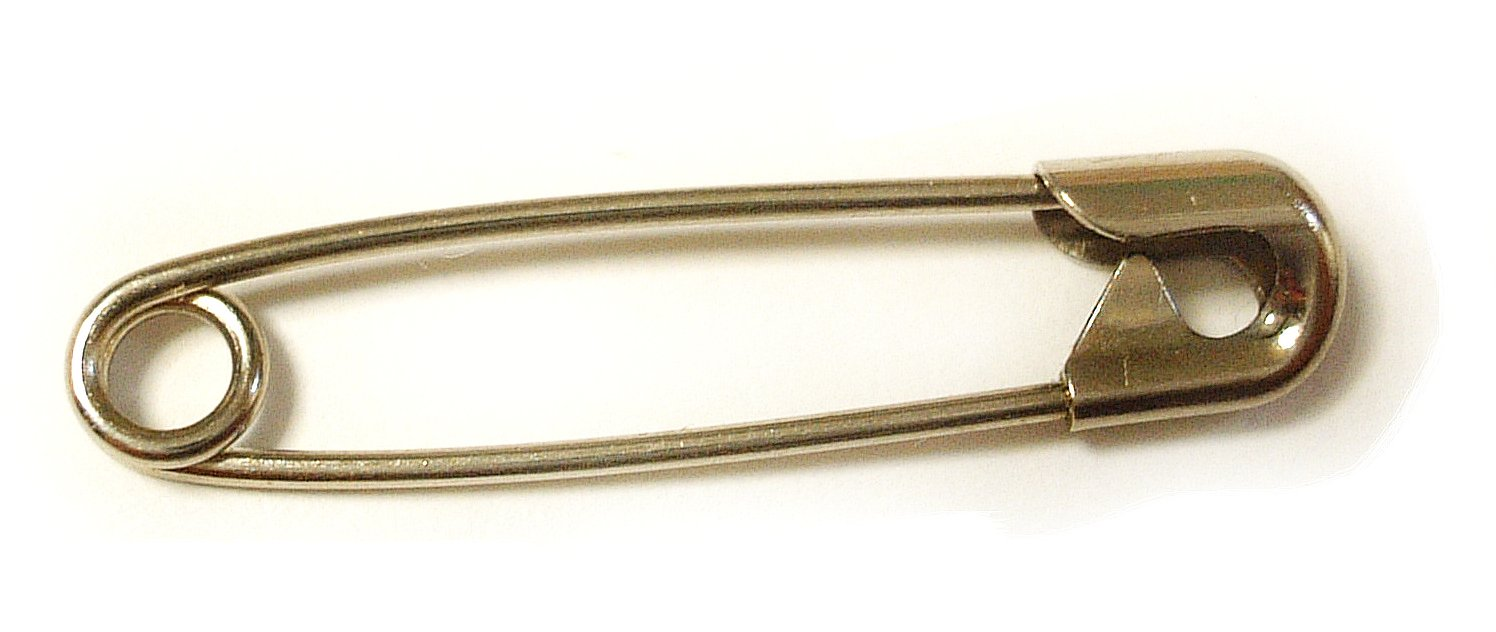
Eine Sicherheitsnadel wird durch die vorgespannte Schenkelfeder geschlossen gehalten.

#### Schenkelfeder
Schenkelfedern sind schraubenförmig gewickelte (gewundene) Drahtfedern mit abstehenden geraden Enden (Schenkeln). Die Schenkel dienen zur Einleitung des den Draht biegenden Drehmoments. Bei vielen Windungen wird sie auf einem eingesteckten Zylinder oder mit Halbschalen (siehe Wäscheklammer) von außen gegen das sich einstellende Kippmoment geführt
Anwendungsbeispiele sind: Sicherheitsnadel (nebenstehende Abbildung), Wäscheklammer, Mausefalle mit Schlagbügel.

## Torsionsfeder
Die meisten Torsionsfedern bestehen aus Stäben oder Draht mit rundem Querschnitt. 
Zu unterscheiden sind:
- Torsionsstäbe aus einem geraden Stab, der als Feder wirkt, indem er verdreht (verwunden) wird. -> Drehstabfeder
- Schraubenfedern (früher auch als Spiralfeder bezeichnet) aus einem zu einer Wendel gewundenem Draht, die in die Länge gezogen oder zusammengedrückt werden. Beim Zusammendrücken oder Längen der Feder wird der Draht an jeder Stelle der Wendel in sich verwunden (tordiert), weswegen diese Art der Feder auch eine Torsionsfeder ist.

### Drehstab
Beispiele für angewendete Drehstäbe sind das Torsionspendel in mechanischen Uhren, das Torsionsband in Drehspulmessinstrumenten (zur Erzeugung des Reaktionsmomentes und als Lagerelement für die Drehspule) sowie der Stabilisator und die Drehstabfeder zur Fahrzeugfederung. Um die sonst unhandlich langen Drehstabfedern besser im Wagen unterbringen zu können, wurden Drehstabbündel benutzt, die bei gleicher Federrate kürzer sind als massive Drehstäbe, beispielsweise an der Vorderachse des VW Käfer.

### Schraubenfeder
Bei der Schraubenfeder ist der Federdraht in Schraubenform aufgewickelt (gewunden). Es wird zwischen Schraubenzug- und -druckfedern unterschieden. Die Federn werden in Richtung der Schraubenachse auseinandergezogen oder zusammengedrückt und kurz als Zug- oder Druckfedern bezeichnet. Im Schraubenfederdraht selber wirken kaum Zug- oder Druckspannungen, sondern vorwiegend Torsionsspannungen. Zug- und Druckspannungen bzw. Biegespannungen entstehen bei der ebenfalls stattfindenden Biegung des Drahtes und sind vernachlässigbar klein.
Die äußere Kontur ist in den meisten Fällen die eines Zylinders. Es kommen jedoch auch weitere Formen vor:
- tonnenförmige bzw. ellipsenförmige (gebauchte) Federn
- Federn mit der Form eines Kegels oder Kegelstumpfs können plan zusammengedrückt werden, wenn die Windungen vollständig ineinander zu liegen kommen: Miniblock-Feder.
- Eine Bogenfeder ist eine zylinderförmige Feder, die in eine gekrümmte Form gebracht wird. Wird sie zu einem vollständigen Ring gebogen, ergibt sich ein Torus.

Damit die Endwindungen einer zylinderförmigen Feder bei Belastung nicht zur Seite kippen, wird die Kraft mittig eingeleitet. 
Bei Druckfedern werden oft 3/4 der beiden Endwindungen an die je benachbarte Windung angelegt (nichtfedernde Windungen), um eine dreiviertelkreisförmige ebene Auflagefläche zu erhalten. Bei stärkeren Federn wird der Draht zusätzlich rechtwinklig zur Federachse abgeschliffen.
Das Drahtende einer Zugfeder wird typischerweise aufgestellt, um als Haken oder Öse verwendet zu werden und dabei in die Mittelebene geführt. 
Lange Druckfedern brauchen eine innere oder äußere Führung, damit sie nicht ausknicken.
Wenn eine geführte zylindrische Druckfeder bricht, bleibt die Federwirkung teilweise erhalten, da die durch den Bruch entstehenden Teilfedern aneinander anliegen. 
Bei der Auslegung von gewundenen Torsionsfedern (Schraubenfedern) ist zu beachten, dass die Spannungsverteilung im Querschnitt nicht rotationssymmetrisch ist. Die Spannung ist in den inneren Randfasern gegenüber der äußeren Fasern erhöht, was mit Hilfe von Korrekturfaktoren berücksichtigt wird. Durch die Umformung des Stahl vermindert sich die zulässige Spannung, wenn keine Wärmenachbehandlung erfolgt.

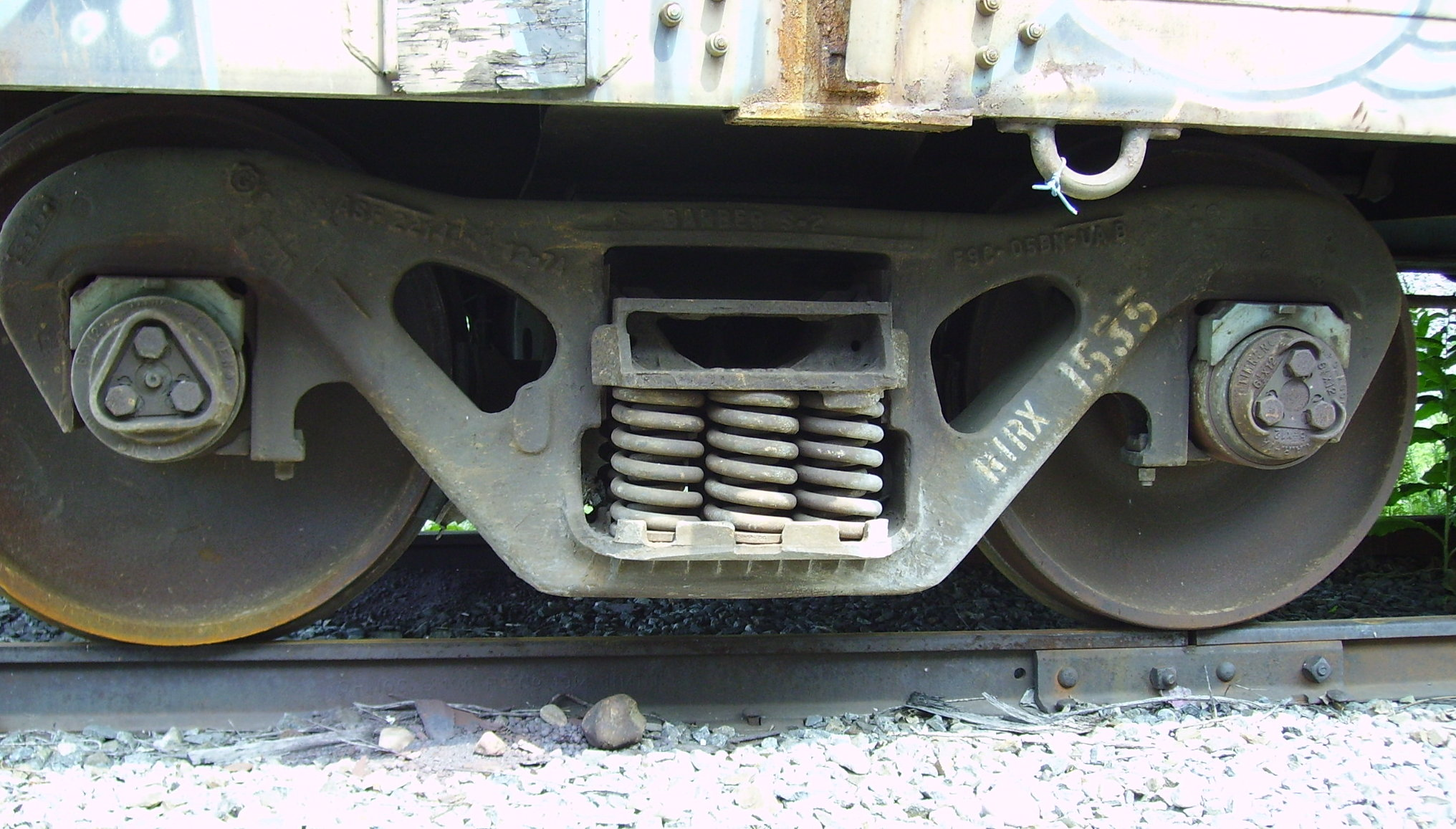
Auf Druckfedern abgestützter Teil eines Eisenbahnwagens
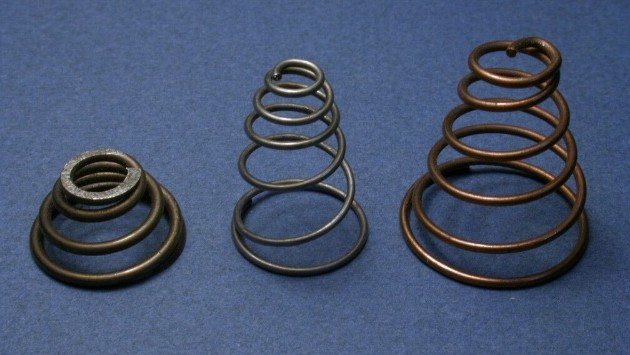
Druckfedern als Kegelfedern (Sprungfedern),
Zugfeder mit angebogenen Ösen; die anliegenden Windungen sind vorgespannt
Druckfeder, Endwindungen angebogen und abgeschliffen
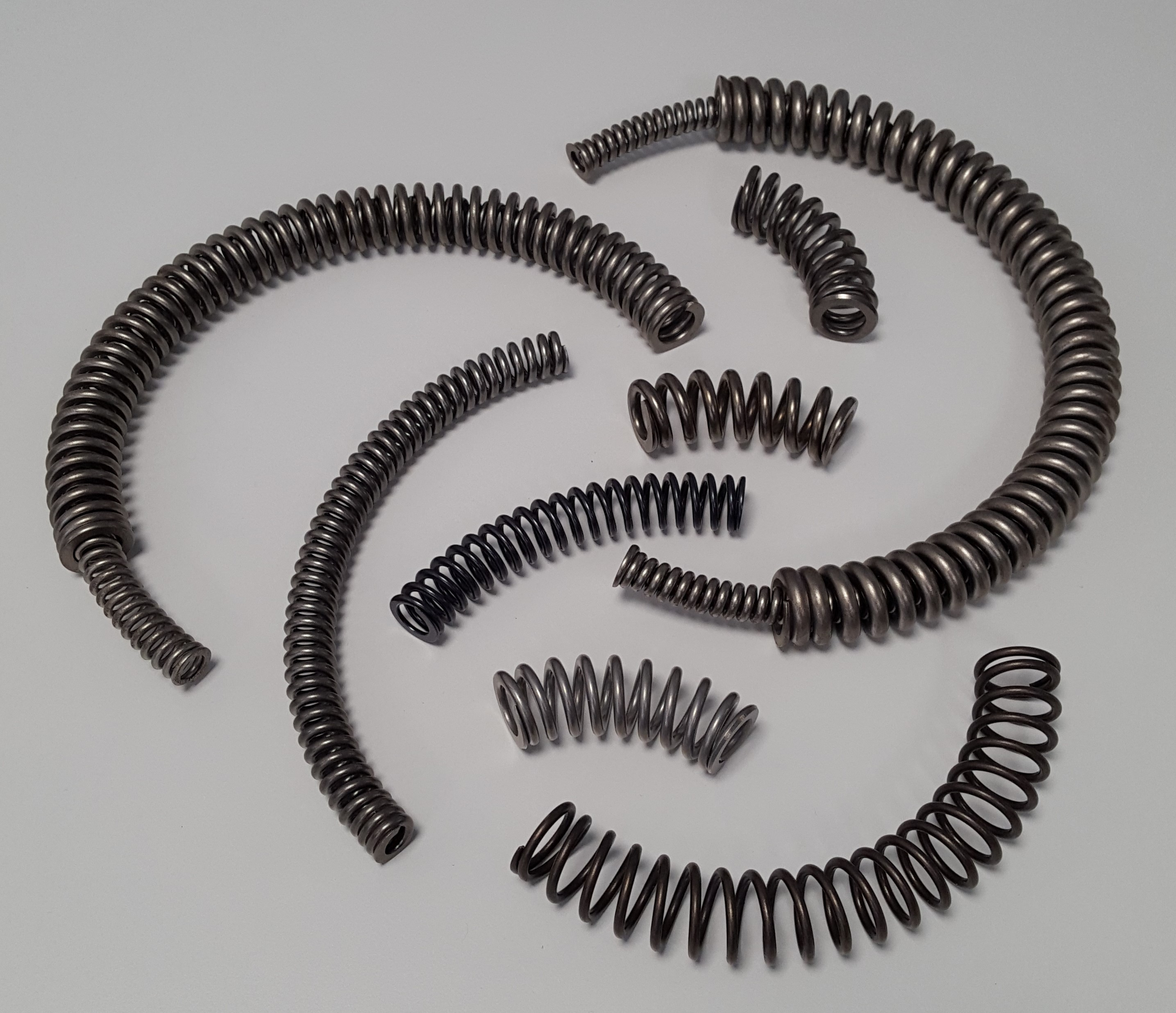
Bogenfedern und Bogenfedersysteme (Set aus ineinander steckbaren Federn)

## Tellerfeder

Spannungen im radialen Querschnitt (19,75 mm × 2 mm, r_{a}= 30 mm) einer flach gedrückten Tellerfeder aus Stahl, Werte in kp/mm²

### Form und Funktion

Sechs Tellerfedern in „Reihenschaltung“

Zweimal drei Tellerfedern in „Parallelschaltung“, zwei Federpakete in „Reihenschaltung“

Eine Tellerfeder hat die Form des Mantels eines flachen Kegelstumpfs. Sie wird zwischen ihren Randkreisen elastisch zusammengedrückt (theoretisch, bis sie maximal zu einer ebenen Scheibe verformt ist), wobei sich als Reaktion auf die eingeleiteten Kräfte Normalspannungen (Druck- und Zugspannungen) im Material bilden.
Bei üblicher Anordnung von Tellerfedern tritt bei Federwegen über 75 % abweichend von der Rechnung ein progressiver Anstieg der Federkraft ein. Dieser entsteht durch die Verschiebung der Kraftangriffspunkte zu kleineren Hebelarmen, weil sich die Tellerfedern aufeinander oder auf der Anlagefläche abwälzen. Das kann im Federwerkstoff lokale Überbeanspruchungen begünstigen und zu Federbrüchen führen. Deshalb wird empfohlen, den Federweg nur zu ca. 75 bis 80 % auszunutzen. In der DIN 2093 werden aus diesem Grund die Federkräfte nur bei 75 % des Federwegs angegeben.
Der nicht-lineare Zusammenhang zwischen Federweg und Federkraft wird unter anderem bei der Verwendung für Kraftfahrzeugkupplungen gezielt ausgenutzt.
Da bei ri (oben in neben stehender Abbildung) Druckspannungen (-) auftreten, bei ra aber Zugspannungen (+), ist die verformte Tellerfeder nicht nur ein flacher, sondern entlang einer Mantellinie auch ein leicht gewölbter Kegelstumpf. Bei r0 ist der Übergang von Druck- zu Zugspannung, dort treten keine Spannungen auf.

### Kombinationen
Die einzelne Tellerfeder ist eine relativ harte Feder und wird dementsprechend verwendet. Eine weichere Feder entsteht durch wechselsinniges Aufeinanderschichten der Teller (Reihenschaltung). Das ist ein Anwendungsvorteil, wenn es darum geht, eine weichere Feder aus „Katalog-Teilen“ zu erzeugen. Durch gleichsinniges Aufeinanderschichten (Parallelschaltung) entsteht eine Feder, die härter als die Einzelfeder ist.

### Werkstoffe
- ausgewiesene Federstähle in Blechform wie C60S (1.1211), C67S (1.1231) und C75S (1.1248) oder 51CrV4 (1.8159)
- korrosionsbeständige Stähle wie X10CrNi18-8, X7CrNiAl17-7, X5CrNiMo17-12-2, X5CrNi18-10
- warmfeste Stähle wie X22CrMoV121 oder X39CrMo17-1
- Kupfer- (CuSn 8, CuBe 2) und Nickel-Legierungen (Nimonic, Inconel, Duratherm)
- faserverstärkte Kunststoffe (FVK) in Einzelfällen.

Damit Tellerfedern überhaupt ihre Federeigenschaften (hohe Elastizität bzw. Zähigkeit bei hoher Festigkeit) erhalten, werden Tellerfedern aus üblichen Federstählen nach ihrer Fertigung wärmebehandelt (vergütet) oder direkt aus federhartem Werkstoff gefertigt (Gruppe 1 aus Bandmaterial, s. u.). Nach DIN 2093 muss die Härte zwischen 42 und 52 HRC liegen.

### Herstellung
Nach DIN 2093 werden drei Fertigungsgruppen unterschieden:
- Gruppe 1: Tellerfedern mit Tellerdicke <1,25 mm: gestanzt oder feingeschnitten aus Bandmaterial
- Gruppe 2: Tellerfedern mit Tellerdicke von 1,25 bis 6 mm: gestanzt oder feingeschnitten. Bei gestanzten Tellerfedern werden Innen- und Außendurchmesser nach dem Stanzen gedreht, um Stanzriefen (Kerbwirkung) zu entfernen.
- Gruppe 3: Tellerfedern mit Tellerdicke über 6 mm: aus warmgeformten Platinen, die Oberfläche wird komplett gedreht.

Bei kleinen Stückzahlen können Tellerfedern auch aus Bandmaterial gelasert werden.

### Normen
- DIN EN 16984 – Berechnung (bis 2/2017: DIN 2092)
- DIN EN 16983 – Qualitätsanforderungen, Maße (bis 2/2017: DIN 2093)

### Anwendungsbeispiele
- in Reibungskupplungen zur Erzeugung der Normalkraft (s. auch unten: Membranfeder)
- in Scheibenbremsen als Rückstellfedern
- zum Spielausgleich, zum Beispiel axial bei Kugellagerringen, die mit losem Sitz eingebaut sind
- als Antrieb für Leistungsschalter in der Hochspannung.

## Weitere metallische Federn

### Evolutfeder
Die Evolutfeder, auch Pufferfeder, Wickelfeder, Schneckenfeder oder Kegelstumpffeder  genannt, ist aus einem flachen Band schraubenförmig überlappt gewickelt (vergleichbar einer um einen Arm gewickelten Bandage). Wenn das Band dabei parallel zur Längsachse der Feder steht, erhält die Feder die Form eines mehr oder weniger stark ausgeprägten Kegelstumpfs. Die Kraft wirkt bei Gebrauch der Feder axial auf diesen Kegelstumpf. Die Federkennlinie ist nichtlinear.
Die Evolutfeder wurde 1846 von John Baillie erfunden und als Eisenbahn-Puffer-Feder verwendet. Sie löste die ältere Schraubenfeder (s. o.) ab und wurde später durch die Ringfeder (s. u.) ersetzt.
Bei einigen Güterwagen, wie den 1944 gebauten Tiefladewagen der britischen Southern Railway, wurden auch für die Radaufhängungen Evolutfedern verwendet.
Rosenscheren enthalten häufig eine Doppel-Evolutfeder, die zwischen beiden Hebeln sitzt und diese auseinander bewegt. Diese wird aus einer V-förmigen Blechabwicklung gewickelt. Die Antriebsspindeln von Dreh- oder Fräsmaschinen werden mit großformatigen Evolutfedern vor Kontakt und Berührung geschützt (Spindelschutzfeder), besonders CNC-Maschinen mit Kugelgewindetrieb. Eine Spindelschutzfeder kann dabei mehrere Meter Auszugslänge erreichen.

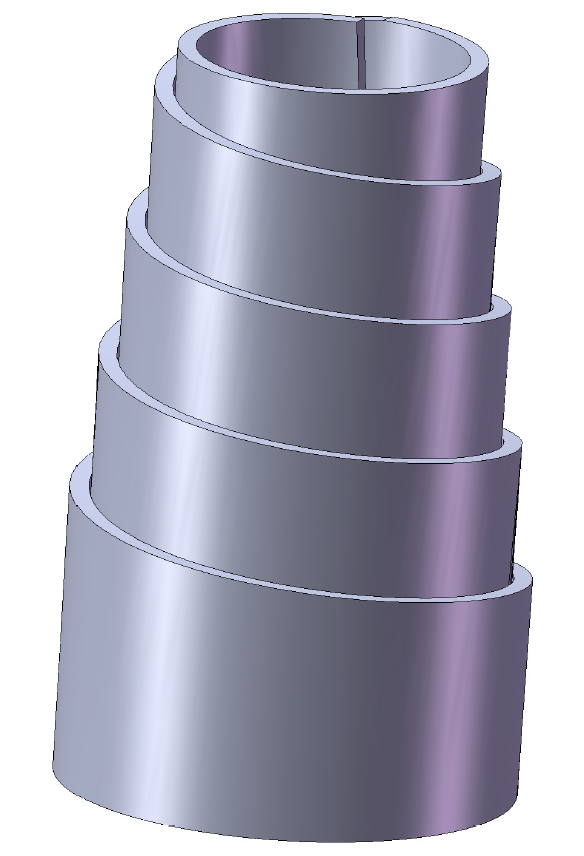
Evolutfeder
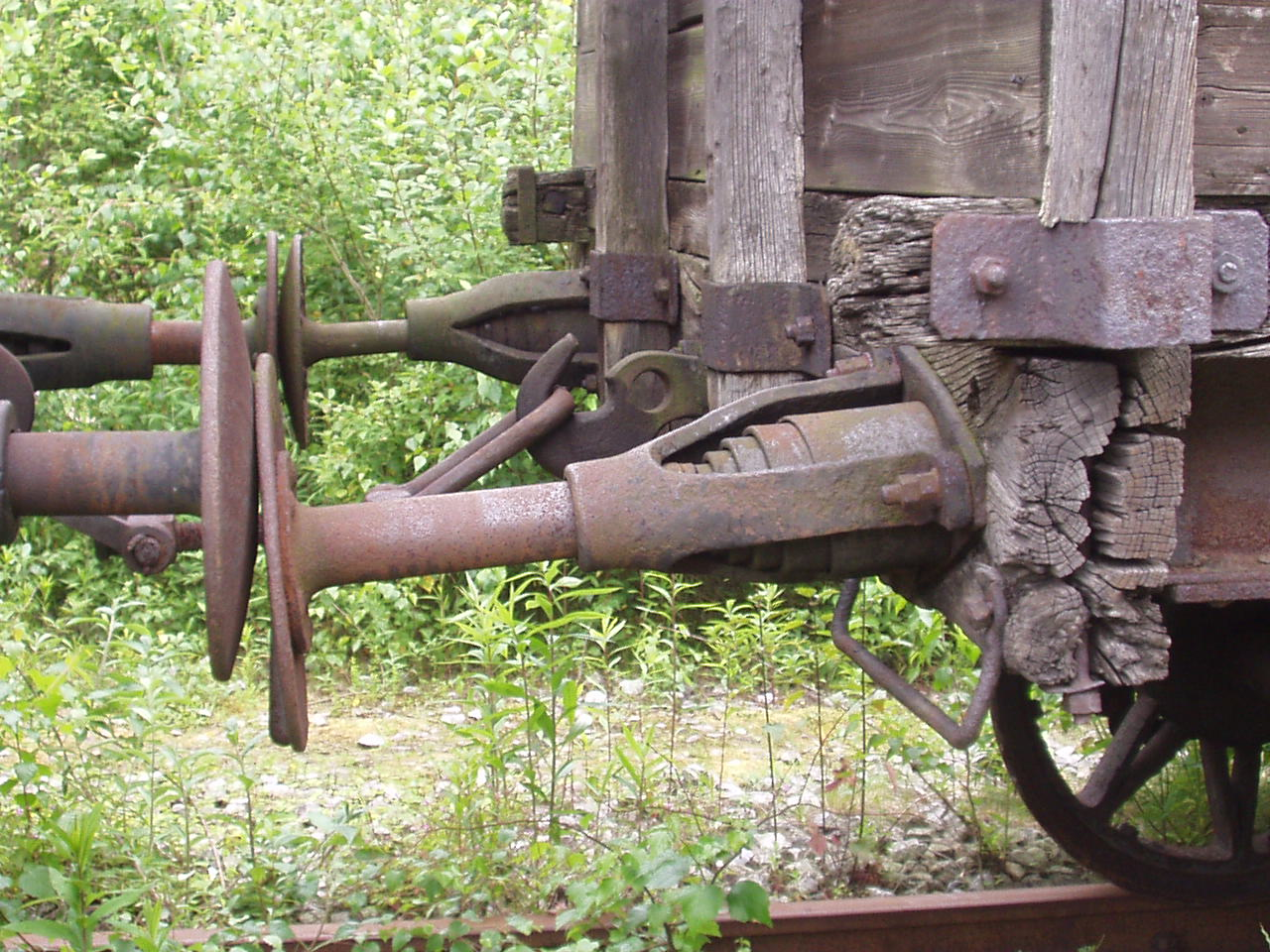
Evolutfeder in einem Eisenbahn-Puffer
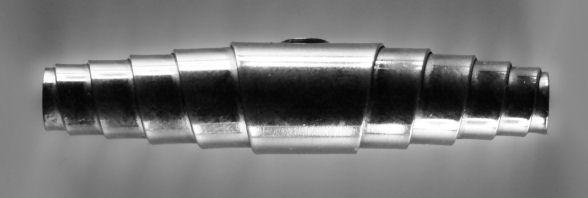
Doppel-Evolutfeder (Serienschaltung)
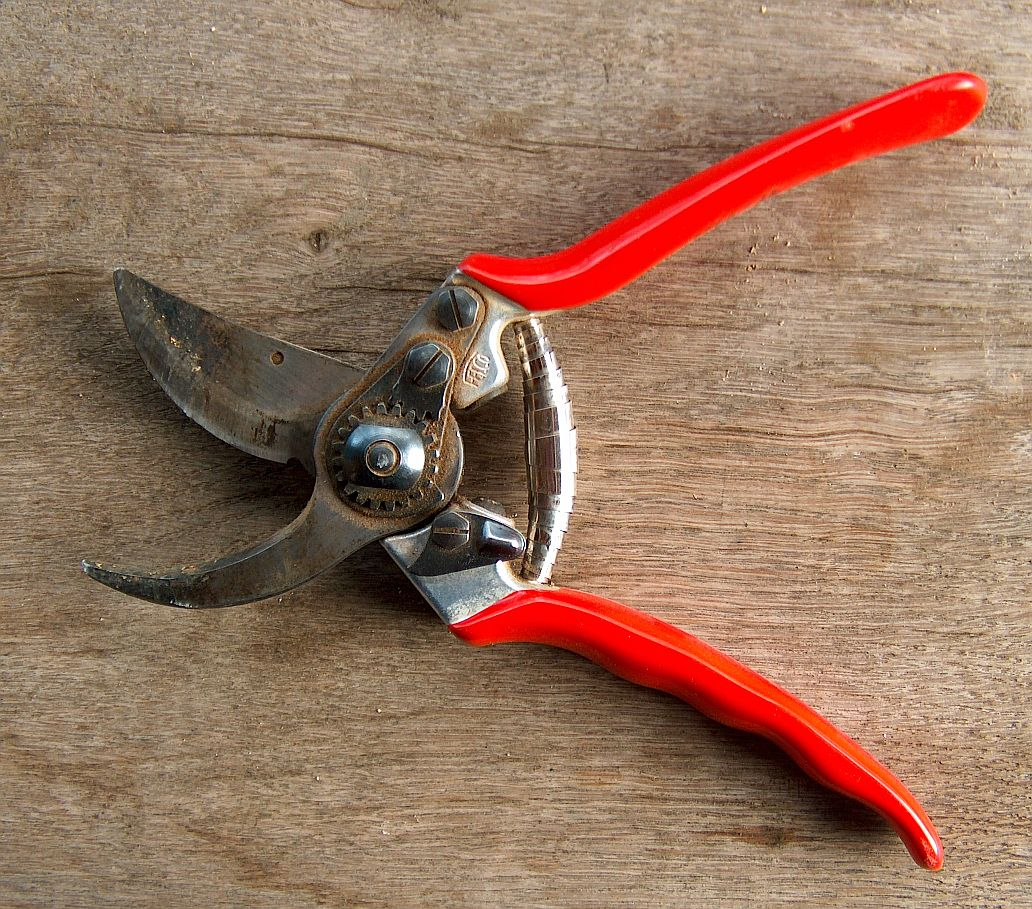
Doppel-Evolutfeder in einer Gartenschere

### Ringfeder

Ringfeder-Prinzip

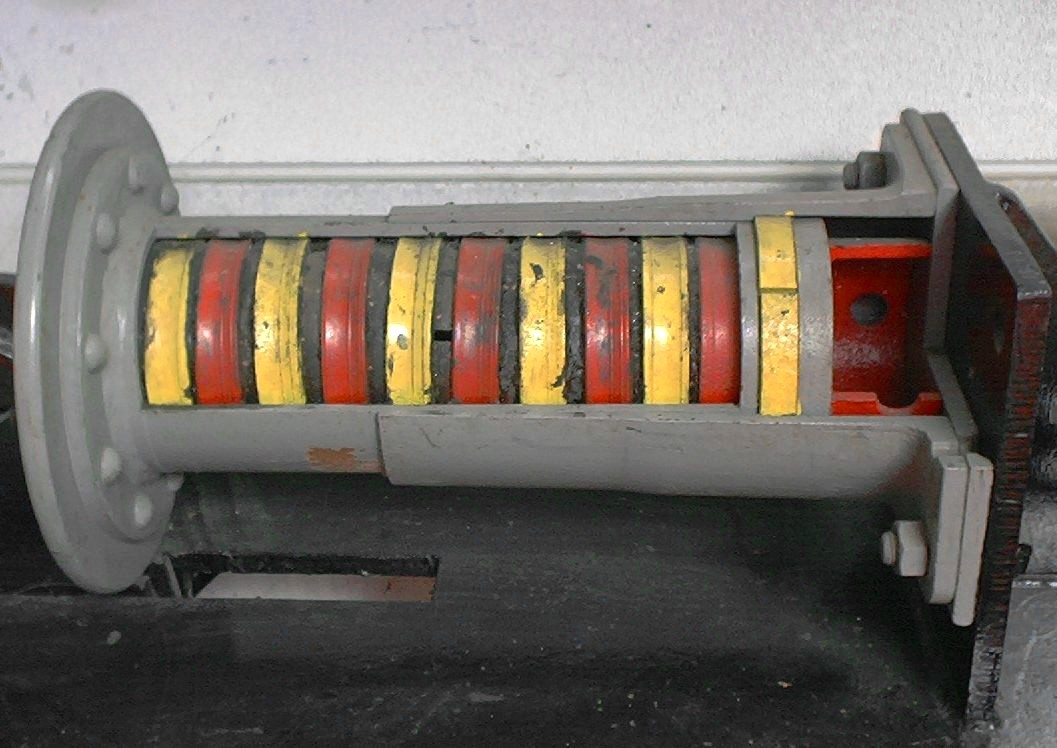
Ringfedern in Eisenbahn-Puffer,
sichtbar sind nur die äußeren Ringe

Die Ringfeder ist Standardfeder in Eisenbahn-Puffern. Sie ist äußerst hart. Eine anwendbare Feder ist deshalb ein Stapel aus inneren und äußeren wechselseitig aneinander gereihten Ringen. Beim Zusammendrücken werden die größeren äußeren Ringe gedehnt und die kleineren inneren Ringe gestaucht. Sie rutschen an den stumpfen kegelförmigen Kontaktstellen ineinander, wobei die federnde Bewegung durch Reibung gedämpft wird. Durch die zusätzliche Dämpfung kann ein Ringfederpaket einen Artnutzungsgrad (ηA) von mehr als eins erreichen.

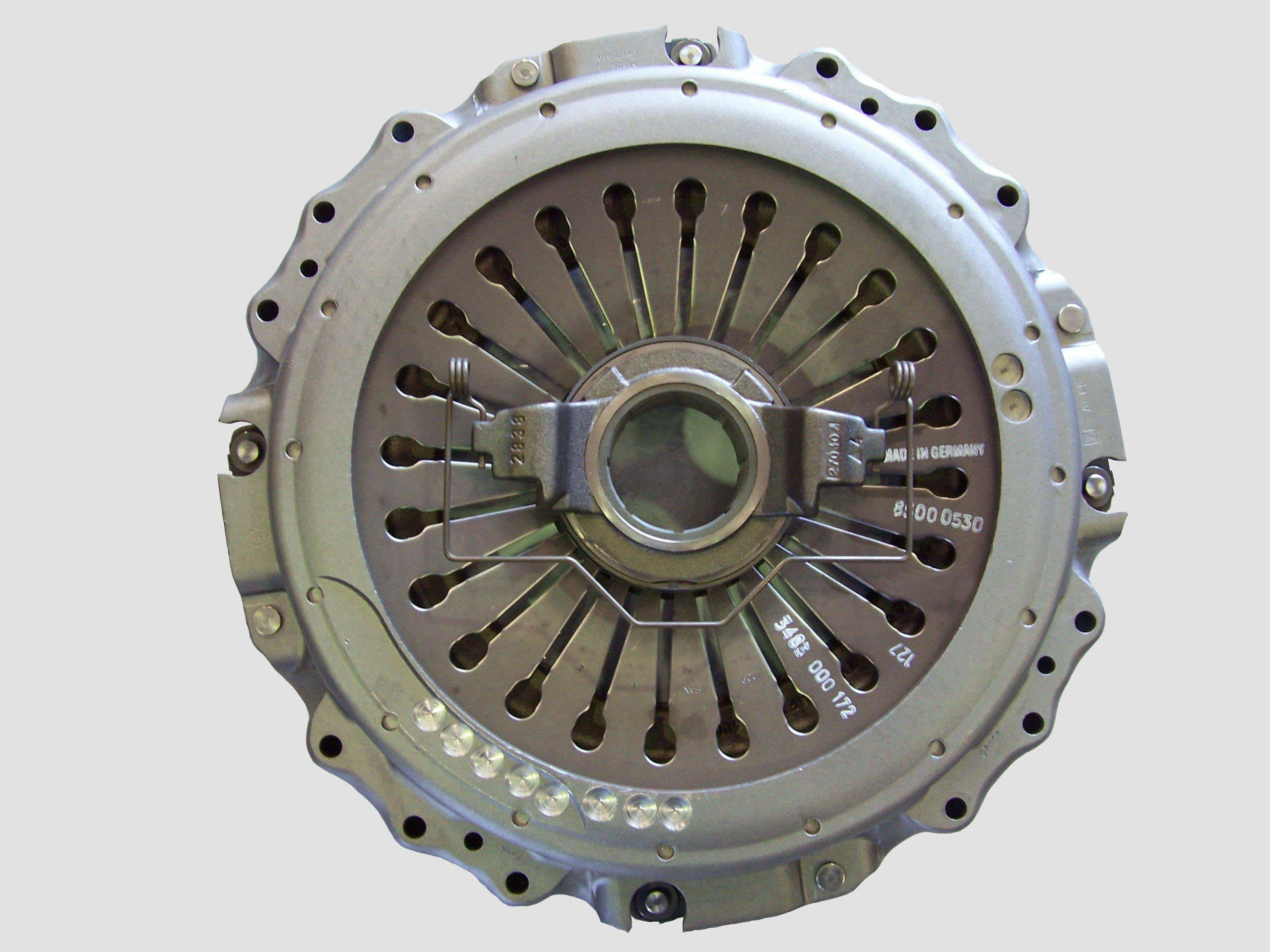
Kraftfahrzeugkupplung mit geschlitzter Tellerfeder (Membranfeder)

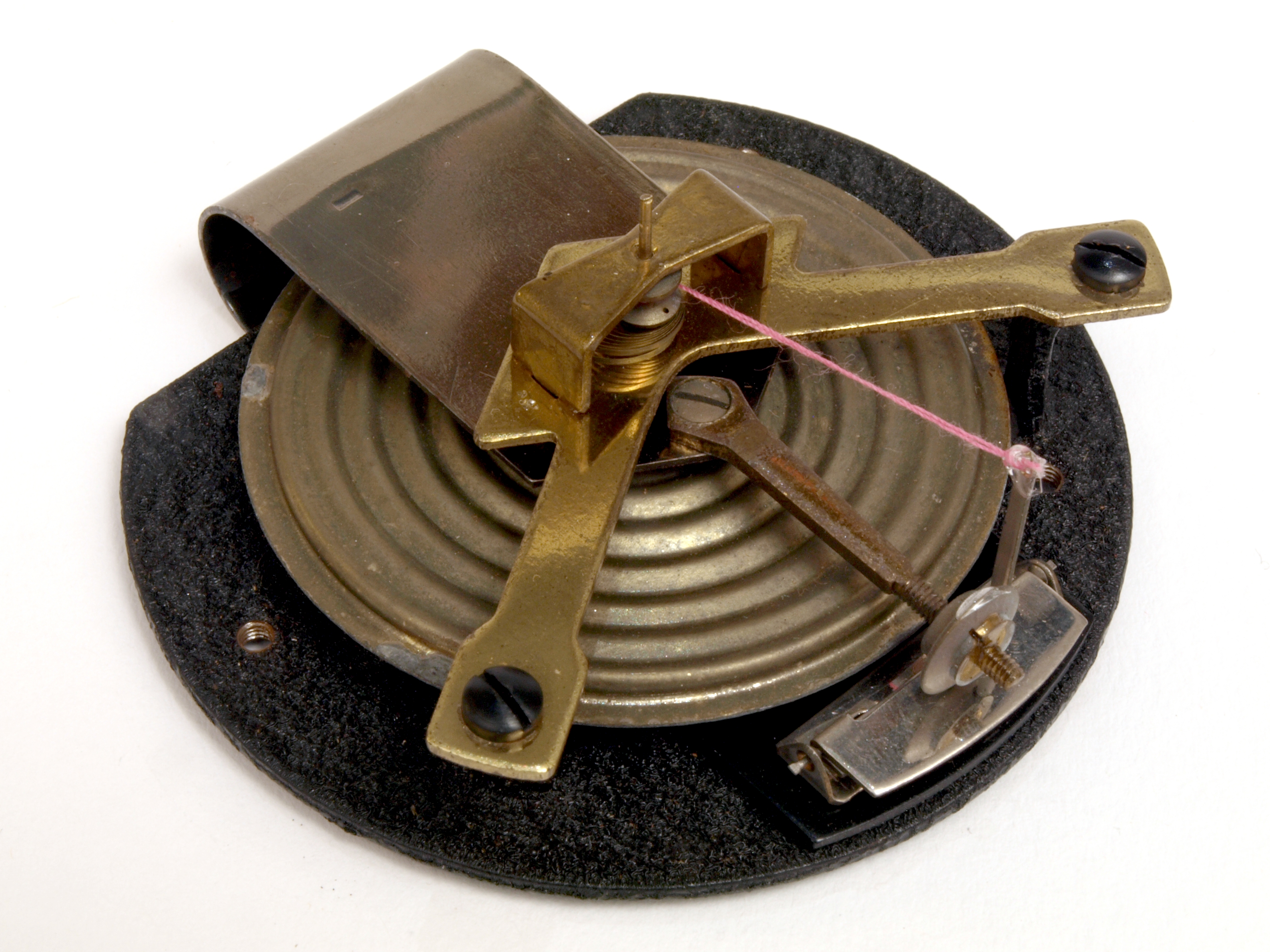
Dosenbarometer mit Dose aus zwei gewellten Membranen

### Membranfeder
Membranfedern sind dünne elastische, meist kreisförmige Platten.
Eine Barometerdose besteht aus zwei konzentrisch gewellten bzw. gefalteten kreisförmigen Membranen, die bei Veränderung des Luftdrucks außerhalb der Dose elastisch gegeneinander bewegt werden.
Im Automobilbau wird hingegen eine geschlitzte Tellerfeder als Membranfeder bezeichnet, die in der mechanischen Kupplung von Kraftfahrzeugen mit Verbrennungsmotor verwendet wird. Durch die nicht bis zum äußeren Rand reichenden radialen Schlitze der leicht konusförmigen Tellerfeder wird die innere Fläche in Zungen aufgelöst. Werden die Spitzen der Zungen beim Betätigen der Kupplung axial verschoben, so führt dies dazu, dass der äußere Rand des Tellers seine konvexe Wölbung verliert und in eine leicht konkave Form umstülpt. Dadurch wird der Pressdruck aufgehoben, den der vorgespannte Randring auf Kupplungsscheibe und Reibflächen ausübt und die Kupplung löst die Verbindung zwischen Motor und Getriebe.

## Dehnschraube
Eine Dehnschraube hat einen zylindrischen Schaft ohne Gewindefurchen, der oft schlanker ausgeführt ist, als der Gewindeteil des Schafts. Beim Anziehen der Schraube dehnt sich der glatte Teil des Schafts und verspannt die durch die Schraube miteinander verbundenen Bauteile. Durch die Materialelastizität des Metalls wirkt die Dehnschraube wie eine relativ harte Zugfeder, wird aber nicht als Feder bezeichnet.

## Nichtmetallische Federn

### Gummifeder
Gummifedern sind oft massive Blöcke – manchmal auch Bänder – aus Gummi oder elastischem Kunststoff (Elastomer). Diese Werkstoffe haben eine im Vergleich zu Metall um Größenordnungen kleinere Federhärte oder kleineren Elastizitätsmodul. Ihre dämpfenden Eigenschaften sind höher, weshalb man sie häufig zum Entkoppeln von mechanischen und Schallschwingungen verwendet. Sogenannte Silentblöcke haben meistens an zwei gegenüberliegende Seiten anvulkanisierte metallische Teile, mit deren Hilfe sie zwischen zwei gegeneinander gefederte Bauteile befestigt werden. Eine Silentbuchse bildet zusammen mit einer metallischen Achse ein Gummilager, das heißt ein elastisches Drehlager, zum Beispiel bei Radaufhängungen von Kraftfahrzeugen.
Bei der Federung in Fahrzeugen der British Motor Corporation (etwa des Mini) wurden Gummifedern verwendet. In Kraftfahrzeugen sind neben den eigentlichen (metallischen) Federn Zusatzfedern aus Elastomeren wie Polyurethan (PUR) für die Endanschläge der Radaufhängungen zu finden. Es handelt sich hier um einen Kunststoffschaum, der unter Last komprimiert wird. Die Charakteristik einer solchen Zusatzfeder wird maßgeblich durch die Formgebung sowie durch zusätzliche Stützelemente wie Kunststoffringe bestimmt. Gummifedern sind nicht komprimierbar. Das Dickerwerden eines gedrückten Gummiblocks darf am Einbauort nicht behindert werden.

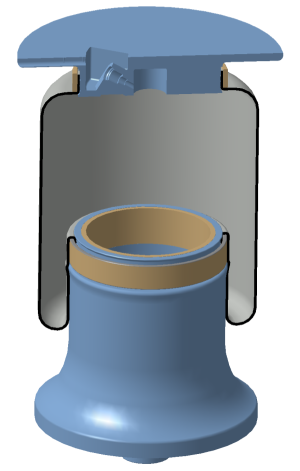
Luftfeder, geschnitten
mit Schlauchrollbalg

### Luftfeder
Bei einer Luftfeder wird die Kompressibilität von Luft ausgenutzt. Einfache Beispiele sind die Luftmatratze und der Luftreifen, ein komplexeres Beispiel sind die zur Fahrzeugfederung verwendeten Systeme.
Bei Fahrzeugen kommen folgende Vorteile im Vergleich mit metallischen Federn zum Tragen:
- Feinfühliges Ansprechen, da fast keine Eigendämpfung.
- Vorwählbare und/oder automatisch einstellbare Vorspannung mittels Kompressor an Bord: Dadurch kann die Höhe des Fahrzeugkörpers eingestellt, bzw. unabhängig von der Zuladung gehalten werden. Zu beachten ist allerdings, dass die Federung bei großer Vorspannung härter wird.
- Beim luftgefederten Lastkraftwagen (Lkw) dient die höhenverstellbare Luftfederung auch dem einfacheren An- und Abkuppeln des Sattelaufliegers (Sattelzug) oder der bequemen Aufnahme von Wechselbehältern.[16]

Zu beachten ist allerdings, dass die Federung bei großer Vorspannung härter wird.

### Gasdruckfeder
Gasdruckfedern sind abgeschlossene gasgefüllte Federn mit erhöhtem Innendruck (Vorspannung). Sie werden beispielsweise an der Kofferraumklappe bei Automobilen und in gefederten Bürostühlen verwendet.

## Anmerkung
1. ↑  Ein gedachter Hebel, der im  Windungsquerschnitt befestigt ist und bis zur Federmitte reicht (Länge:  {\displaystyle D/2} ), schwenkt an seinem freien Ende proportional zur Querschnitts-Verdrehung  {\displaystyle \phi }  das Wegstück  {\displaystyle s}  aus. Proportionalitätskonstante bei kleiner Verdrehung ist die Länge  {\displaystyle D/2} :   {\displaystyle \tan \phi \approx \phi =s/(D/2)} .
2. ↑  Bei Zugfedern ist der Federdraht zur mittigen Kraftaufnahme an den Enden zur Federmitte hin umgebogen und dort zu einer Öse geformt. Der Hebelarm für das Torsionsmoment ist in allen Querschnitten der Federwindungen  {\displaystyle D/2}  .